# Booze, Broads and Beelzebub
| Recensione | Giudizio |
| ---------- | -------- |
| AllMusic   |          |

Booze, Broads and Beelzebub è il secondo album del gruppo musicale heavy metal Chrome Division, pubblicato nel 2008.

## Tracce
1. The Second Coming – 1:02
2. Booze, Broads & Beelzebub – 4:21
3. Wine Of Sin – 4:08
4. Raven Black Cadillac – 4:23
5. Life Of A Fighter – 4:38
6. The Devil Walks Proud – 3:50
7. Hate This Town – 3:55
8. The Boys From The East – 4:47
9. Doomsday Rider – 3:46
10. Let's Hear It – 4:56
11. Sharp Dressed Man (Cover ZZ Top) – 3:08
12. Bad Broad (Good Girl Gone Bad) – 4:11
13. Raise Your Flag – 3:00

## Formazione
- Shagrath - chitarra e seconda voce
- Luna - basso e seconda voce
- Eddie Guz - voce solista
- Ricky Black - chitarra solista e seconda voce
- Tony White - batteria